# Прогін (заказник)
Прогін — ентомологічний заказник місцевого значення. Об'єкт розташований на території Слобожанської міської громади Чугуївського району Харківської області, біля села Суха Гомільша.
Площа — 6 га, статус отриманий у 1984 році.
Заказник розташований на схилах балки, вкритих степовою і чагарниковою рослинністю. Тут охороняються степові комахи, занесені до Червоної книги України та комахи-запилювачі сільськогосподарських культур: махаон, мереживниця Галатея, джміль моховий, богомол звичайний, дибка степова, сколія степова.